# Dénomination d'une personne chez le peuple Vili

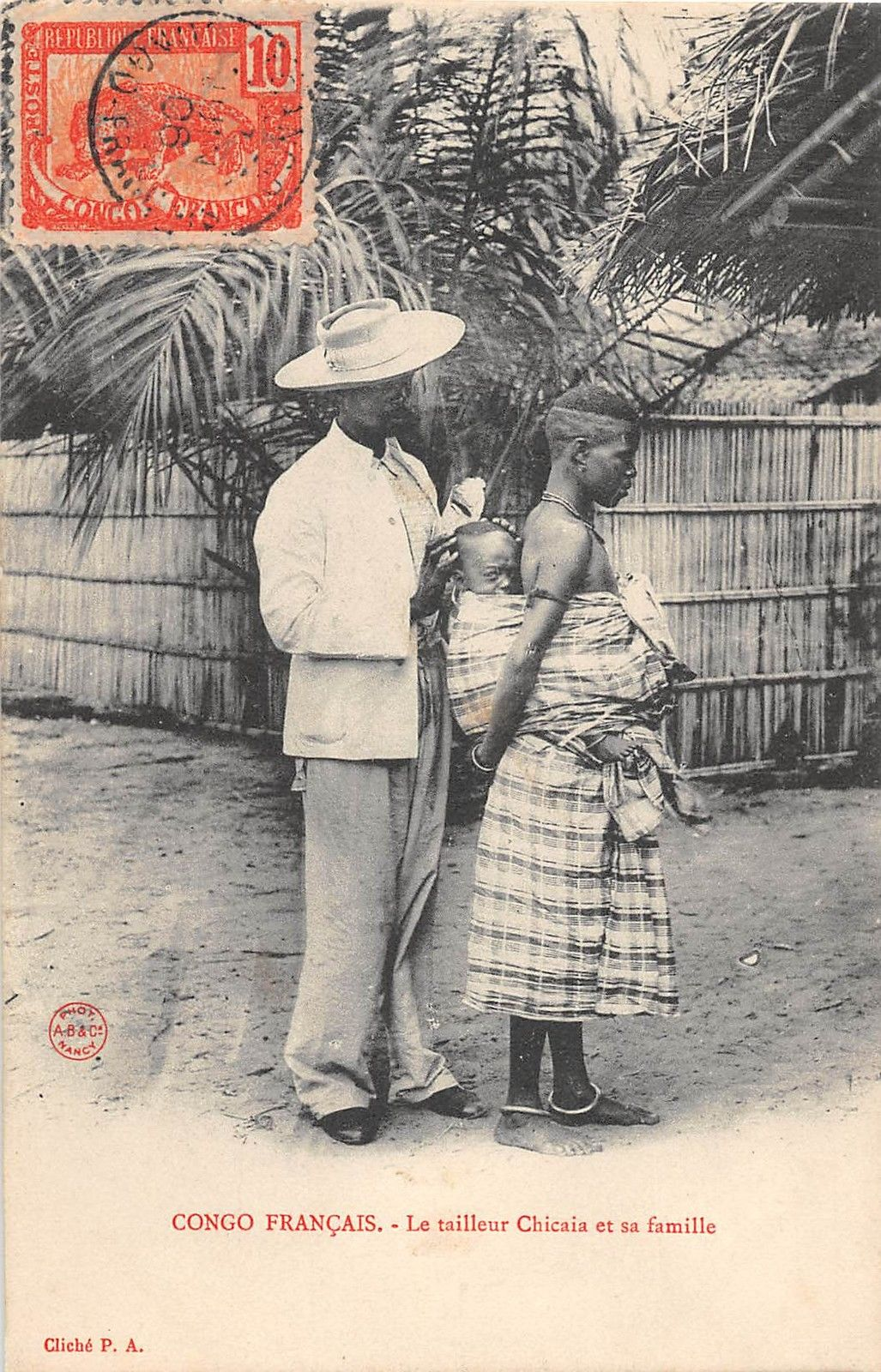
Congo français - Le tailleur Tchicaya et sa famille - circa 1900

Le présent article donne différentes informations sur l'attribution des noms de personnes chez le peuple Vili.
Les Vili forment un peuple d'Afrique centrale, établi au sud-ouest du Gabon, en République du Congo, en Angola et en République démocratique du Congo. C'est un sous-groupe des Kongos.
Lorsqu'un ancien rencontre un inconnu plus jeune, après les salutations de rigueur, le premier interroge le second sur le nom de son clan, puis sur celui de ses parents, en disant: "Ndje mwan' na?" (Littéralement "De qui es-tu l'enfant?" qui peut se traduire par "Quelles sont tes origines?"). C'est une façon de savoir un peu plus à qui on a affaire. Le plus jeune décrit alors plus ou moins succinctement son arbre généalogique.
Traditionnellement et avant la pénétration occidentale, les membres de la famille nucléaire liziku ne portaient pas le même nom. Un enfant pouvait par exemple porter le nom d'un aïeul (N'luku) ou celui d'un autre membre de la famille. Celui-ci devient alors le parrain ou la marraine (N'dusi) de l'enfant. L'on peut également donner le patronyme d'un grand-parent adossé à celui du père.
Le nom se dit Li zina (Me zina au pluriel), tandis que le prénom ou pseudonyme se dit N'Kumbu (si Nkumbu au pluriel).

## Noblesse
Les membres des clans royaux ou princiers sont facilement identifiables par la présence de la particule honorifique Mwé ou Moé devant le patronyme. Ce titre de noblesse peut se traduire par Seigneur ou Mon Seigneur.
Le Ma Loango (Roi), ses frères et sœurs sont Moé. Ses neveux et nièces (bana bu nkashi) issus de ses sœurs utérines le sont également.
A contrario, l'épouse du Roi (N'Kame fumu ou par contraction N'Ka fu) n'est pas Moé. Idem pour les enfants du Roi (Bane fumu, Mwane fumu au singulier ou par contraction Mwa fu).
Ne peuvent prétendre ou accéder au trône que les détenteurs du titre de Moé, en raison de la succession matrilinéaire (pouvoir issu du sang royal).

## Patronymes
- Balou (sévère; du nom d'un colon portugais Barros très sévère)
- Bambi / Mbambi (iguane)
- Batchi / Mbatchi (possède-moi, rattrape-moi, ce qui t'appartient; du verbe mbak signifiant posséder, rattraper)
- Betty / M'Beeti (éclats de rire)
- Bilindji
- Bouiti (maître)
- Boutali
- Djembo (vampire, chauve-souris, se débattre, provoquer des querelles)
- Djimbi
- Gnali (fleuve, première phase de l'état de grossesse)
- Goma / Ngoma (tam-tam, instrument de musique à percussion)
- Guimbi
- Katane (feuilles)
- Kutana (concurrencer, concourir)
- Lassy
- Lende
- Lianzi (nom de poisson de mer, pêcheur, nid)
- Likounzi / Tchikounzi (pilier)
- Limeka
- Linka (l'autre problème)
- Louang' (la petite herbe qui guérit)
- Loembe / Loemba (propriétaire)
- Loendo
- Loubendou
- Loumingou
- Louviloukou
- Loussiemo (éclair)
- Louzimbou (ingratitude)
- Louzingou (la vie)
- Louzol' (l'amour)
- Mabiala (folie, élu(e))
- Makala (charbon / énergie)
- Makani
- Makaya (feuilles)
- Makosso (pluriel de likosso; commentaires, gouttes dans les yeux, solution obtenue en écrasant des feuilles non identifiées à la main et administrée dans les narines grâce à un entonnoir confectionné à base de feuilles, argumentaire)
- Malalou
- Malassy
- Mambou / Liambou / Tchimambou (affaire(s), étonnement, admiration, beaucoup)
- Mangafou / Mangofo (ministre de la santé du gouvernement du royaume de Loango[3] / ministre des affaires étrangères et introducteur des étrangers à la cour du royaume de Kakongo -1776-[4])
- Manka (les autres situations)
- Mapakou
- Matakou (fesse)
- Matchiela
- Matouti
- Mavoungou (pluriel Muvungu, couvertures de literie)
- Mbouakissi
- Mbouyou / Bouyou
- Mfumu (chef, leader)
- Moutou / Bantou / Tchimoutou (personne(s), individu(s))
- Mpaka / Paka (clôture, doute, incertitude)
- Mpassi
- Mpembeelu / Pembellot (représentant / député / élu)
- Mpili (vipère)
- Mpwaati / Poati (portes-moi, habites tout mon être)
- Mulandji
- Munuel (informateur)
- Ndelu (glissade)francisé en Dello / Dhello
- Ngang Lyel (instruit, érudit)
- Ngang Vumba (celui qui couve)
- Ngô (léopard)
- Ngulungu (douleur)
- Ngulubu (sanglier)
- Nguli Mbwiti (grand maître, grand féticheur)
- Niambi (la plainte)
- Nkali
- Nkouanga
- Nkoussou (perroquet)
- Nkunta / Ntetchi (panier)
- Nombo - Ntati (statut, stature)
- Noti
- Ntenda (son du tir de fusil francisé en Tendart) - Nzaou (éléphant)
- Nzassi (foudre)
- Nzenze (grillon)
- Nziami
- Pango
- Pangou
- Oussangueme (celui qui a été élevé)
- Oussemu (celui qui a été béni)
- Pambou (aptitude, grelot)
- Panzou
- Pakassa (buffle)
- Poba / Mpoba
- Pundji (Ivoire)
- Sakala
- Sitou (Contraction de Si yitu signifiant  Notre pays)
- Souami
- Souchlaty (portes-moi, habites tout mon être)
- Soumbou (dauphin)
- Ta Lounga (nous avons eu raison)
- Tam' Si (traite des affaires du pays)
- Ta Tounga (nous avons construit)
- Tati (Ku tatika signifiant commencer; ou autres signification : intègre, distant, droit, dédaigneux; aurait pour racine l’exclamation "itaati" exprimant le dédain, le rejet; à ne pas confondre avec N'tatéé  morceau de pagne plié longitudinalement pour être roulé autour de la tête sans la couvrir pour généralement exprimer un malheur ou un deuil)
- Tchiama / Untchiama (arc-en-ciel)
- Tchiamou (pluriel Biamou querelle, provocation)
- Tchibassa
- Tchibota
- Tchicaya (diminutif de Tchikakati; chose de l’intérieur, placenta)
- Tchinianga
- Tchilala
- Tchilimbou (drapeau, victoire, marque indélébile européanisé en Sinald -signal-)
- Tchilombo
- Tchimbakala (jeune homme)
- Tchiloumbou (le jour)
- Tchingoundou
- Tchionmvu / Tchionvo (forêt dense, buffle nain)
- Tchissafou (défaut, mauvaise habitude, pratique détestable)
- Tchissambou
- Tchissina (le richissime)
- Tchissoumbou (Le piédestal)
- Tchitembo
- Tchivanga
- Tchivéla (tonnerre)
- Tchiyembi (pauvreté)
- Téléman (espérez, levez-vous)
- Viodu / Li Viodu / Viaudo (moineau, malchanceux, mauvais œil) [note 1]
- Wu Sing (Il avait accepté)
- Yanzi (Ange)
- Yoba.

## Matronymes
- Bialele
- Bichik
- Bossa
- Bilongo
- Binanga
- Bisamta
- Bouhoussou
- Boumba (halo de lune)
- Bwindji
- Coline
- Deleto
- Dessu (du vili mudessu signifiant haricot)
- Felianu
- Fokahou
- Fokine
- Fotcheko
- Foutou
- Funzi (pintade)
- Kouab
- Labline / Labwine
- Landou
- Lélo / Lélu (ce jour-ci, aujourd'hui)
- Lembé
- Lembi
- Lete (de leite signifiant lait en portugais)
- Lihaou (c'est cela)
- Li Mani (la pierre)
- Lissahou
- Loline
- Louangou
- Loumbou
- Losso
- Louzenza
- Malikini
- Malila (pleureuse, les pleurs)
- Moline
- Malonda (du verbe ku loonda (racommoder, coudre) et de M'loonde signifiant "celui ou celle qui racommode". Malonda désigne donc par extension, le tisserand, le couturier(au sens propre) ou tout simplement quelqu'un qui règle les problèmes dans une communauté donnée (au sens figuré)
- Massanga
- Matouti
- Matchiela
- Mbissi (poisson)
- Mikemo
- Mouchik'
- Mouissou
- Mouzinik'
- Mpakou (taxe, impôts)
- Mpemba / Pemba (Virginité, vierge)
- Mpouna
- Mpussa (bagatelle)
- Mudeleto
- Mulikigni, M'likigni
- Ndiangou
- Ndeya
- Ndola
- Ndoulou
- Ngombo
- Ngouala
- Ngouamba (famine)
- Niandji
- Niantou
- Niefno (beauté)
- Niendo
- Ninga
- Niongo (regrets)
- Nkambisi / Tchikambsi (sirène, Mamy wata, génie de l'eau)
- Nsangou
- Ntoulou
- Nyongo
- Nyissi
- Nzinga
- Sabole (de l'espagnol cebolla signifiant oignon)
- Sapagni
- Simbou (terre et mer) *
- Socko (jeune plante, jeune fleur)
- Souaka (ku souek - cacher)
- Soungou
- Sulupu
- Tchibouka
- Tchibinda (épreuve, défi à relever, challenge)
- Tchifoli (punaise)
- Tchifou
- Tchifoumba (famille)
- Tchiloumbou (le jour)
- Tchiniongo (le regret)
- Tchingombi / Ngombi
- Tchissafou (safou, safoutier Dacryodes edulis)
- Tchissimbou (quelque chose que l'on tient)
- Tchitoula (la plus belle femme d'une contrée)
- Tchitchieto
- Teke (plusieurs des épouses Loango étaient originaires du royaumé Téké afin d'établir des alliances entre les deux peuples)
- Tengo
- Toukoula (poudre à base de racines de padouk)
- Tshieta
- Unsounda
- Volo (doux / douce)
- Voumbi (dépouille mortelle)
- Wola (or en tant que métal précieux)
- Yala
- Yessa
- Zibeline
- Zole (aimer)
- Zoline
- Zouina.

## Patronymes neutres
- Bouanga / Tchibouanga (tisserand, tissu)
- Mpopi (saint, sainte)
- Ndundu ("albinos")
- Panzou
- Tchizinga (entourer, avoir une longue vie)
- Vingou (vigueur, force, énergie ou unique enfant d'un couple ou d'une personne)
- Yanzi (ange)

## Combinaison nom et prénom
Les combinaisons suivantes sont souvent usitées:
| Patronyme        | Pseudonyme                                           |
| ---------------- | ---------------------------------------------------- |
| Bouiti / Mbouiti | Doosu                                                |
| Batchi / Mbatchi | Fall / Falla                                         |
| Bouanga          | Manini / M'nine                                      |
| Mboumba          | Kouamba / Diye                                       |
| Loembe           | Momboukou / Bitchound                                |
| Makaya           | Katane / Castane / Castanou                          |
| Makosso          | Costode / Kotodi                                     |
| Malalou          | Bilochi                                              |
| Mavoungou        | Bayonne / Bikodongo                                  |
| Mpemba           | Dieng                                                |
| Mpwati           | Souklati                                             |
| Ngoma            | Bissambt / Munuel (Depuis l'arrivée des catholiques) |
| Nombo            | Boss'                                                |
| N'Safou          | Lekouis                                              |
| N'Sakala         | Mademvou                                             |
| Tati             | Mambondo / Me'Bondo                                  |
| Tchibayi         | Vuumbi                                               |
| Tchibinda        | Pikiene / Pikene                                     |
| Tchicaya         | Noti / Lwangu (depuis Jean Félix-Tchicaya)           |
| Tchiloemba       | Niambi                                               |
| Tchissambou      | Nassi                                                |

## Noms consacrés (Me zina me bisuma)
Ils donnent des informations sur les circonstances de la venue des enfants porteurs de ces noms.
- Futi (né à la suite des jumeaux, il présenterait selon la tradition d'excellentes aptitudes pour réussir)
- Nguli bassa (mère de jumeaux. Elle jouit d'une grande considération et d'un grand respect au sein de la société traditionnelle)
- Nkumba (né après Futi)
- Nsafu / Safu (safoutier, dents de lait sur la machoire supérieure, dents poussant de manière anormale)
- Nsunda (enfant s'étant présenté par le siège à sa naissance et sorti des entrailles de sa mère par les pieds et non par la tête. Il est considéré comme un génie "Nkisi" et serait le jumeau de Nzinga selon la tradition)
- Nzinga (entourer, avoir une longue vie, enfant né avec le cordon ombilical autour du cou. Il est considéré comme un génie "Nkisi" et serait le jumeau de Nsunda selon la tradition)
- Tchibassa (jumeau, il exige une attention particulière sur le plan traditionnel).

## Noms liés à la beauté des femmes
- Fotchika
- Kawu (dulcinée)
- Lubetine (de Albertine)
- Mamaye (nkasi bi bamb' - femme mariée à un européen)
- Madamasse
- Malisbète (de Elisabeth)
- Mboti Mpindi (immense beauté)
- Niefno (beauté)
- Nsok' / Nsoko (jeune plante, jeune pousse)
- Tchitoula (la plus belle femme d'une contrée).

## Prénoms vilis authentiques et modernisés
On assiste de nos jours à un retour à des prénoms traditionnels authentiques. Certains parents n'hésitent pas à modifier les préfixes, suffixes voire l'orthographe des prénoms à forte phonétique de la langue Vili. Voici une liste (non exhaustive) des prénoms qui feront sans doute le bonheur de certains parents:
- Ama Yiss / Amaïs (maman vient!)
- Ata Yiss / Ataïs (papa vient!)
- Ba ku bumb' (ku bumb' = couver, protéger)
- Bayiliel/Baïliel/Bayilièle/Baïlièle (Sois intelligent(e))
- Bayiliane/Baïliane (Aies de l'espoir, Il faut avoir de l'espoir)
- Belika (aprête les ingrédients pour la préparation culinaire)
- Belmanu/Belmane (Approchez-vous)
- Bianief (ce qui s'est embelli)
- Biases' (choses qui arrivent à bon port, qui accostent)
- Bifani / Mbi Fani (où est le mal dans tout ce bien?)
- Binief (les beautés)
- Bimangu (les miracles)
- B'Mokine (on a veillé sur lui)
- Bosso Mweni (Quelle que soit l'apparence)
- Bouelo (le fait d'être clair)
- Boueni
- Bouketchi (Bouketchi ndje i ntalang', confiance absolue)
- Boutica (modérer, discipliner sa bouche ou ses pieds)
- Bu Lung' (celui qui était attendu)
- Bussina (richesse)
- Daany (insister)
- Dong Liel' (leader)
- Fani (où ?)
- Fanitwek (Où en sommes nous?)
- Gulie, Ngoulie / Nguliame, Guliame (Maman, Ma mère)
- Kebanu/Kebane (Méfiez-vous, Soyez prudent)
- Kefane/Kelifane/Kelfane (il est là, quelqu'un de posé)
- Kenief, Kenieve/Kelinief, Kelinieve (Qui est tout neuf(toute neuve))
- Kemogne, Kelmogne / Kemoni, Kelmoni / Kemonie, Kelmonie (Qui est vivant, Qui a de la vie)
- Kukel (fais attention, sois vigilant)
- Kunief (beau, joli)
- Licha, Lissia (Le père)
- Liel (intelligence)
- Lessika (briller)
- Liaam (A moi, mon bien)
- Liam Linka (mon autre moi)
- Liamivek (Qui est à moi seul(e))
- Liamonik, Liamonika (Ca s'est fait voir, S'est révélé)
- Liandi (C'est à lui, c'est à elle))
- Liane Linka (L'autre espoir)
- Lianelicha/Lichaliane/Lianelicia/Licialiane (L'espoir de son père)
- Li Kakt (Le sage)
- Limagni/Limany/Limanie (Pierre, caillou, roc)
- Limane/Liamane (C'était fini, C'est fini)
- Limone (Le nouveau, le neuf)
- Linani (à qui est-ce?)
- Liobukana (ce qu'ils avaient projeté, décidé)
- Lisliane
- Lissefou, Lissef (Le rire)
- Litati
- Litshi (berger)
- Liyandji (la joie)
- Liyo (vague)
- Louvoundou (repos)
- Luib' (oubli)
- Lubuk' (sois intelligent, sage)
- Lyane / Lyanou (espérance, espoir)
- Lyoukouna / Lyuk'n (entente, harmonie)
- Many / Mani (pierre, caillou, coriace, téméraire)
- Manika (éblouir)
- Manyef, Manieve
- Miniemo (fierté, orgueuil)
- Mivek (ma solitude, moi-même, souvent donné aux enfants dont la ressemblance est frappante par rapport à l’un des parents)
- Monik, Monikhe, Monika (fais-toi voir, montres-toi)
- Muendu, Mouendou (périple)
- Mitché (je dis...)
- Mwessi (clair de lune)
- Mogni (vie)
- Naho Lissia / Nawolicia / Nawolissia (le portrait craché du père)
- Nayivane/Naïvane (celui ou celle que j'ai donné)
- Nayiving/Naïving (celui ou celle que j'ai attendu-e)
- Nayizole/Naïzole (celle ou celui que j'ai aimé)
- Nandi (c'est elle, c'est lui)
- Nahona (Qui est-ce?)
- Nateliane (apporte l'espérance)
- Natelme (Il/Elle s'est levé(e))
- Nayilote / Yilotte (c'est de lui ou d'elle dont j'ai rêvé)
- Navek (lui-même, souvent donné aux enfants uniques)
- Nawam / Nawame / Nawamie (Il/Elle est mien(ne), Il/Elle est à moi)
- Ndosi (rêve)
- Nèle (bague, fenêtre)
- Nienzi / Nienzy / Nienzie (La joie)
- Nkelian / Kelian / Keliane (prenez en soin)
- Nsing mogne (le fil de vie, la corde de vie)
- Ntime U Tcha (le cœur pur) -
- Nyoundou
- Oussing (le fil)
- Sasse Fani
- Shimina (s'exclamer)
- Sisu
- Tabishi (parler du pays)
- Yachite / Yassite (je me suis arrêté, j'ai cessé de)
- Tachite / Tasite (nous nous sommes arrêtés)
- Tafouane (ça nous suffit)
- Taliane (ku ta liane: avoir de l'espérance; espérance)
- Tamane (nous avons de l'espoir)
- Tashialle (nous sommes restés)
- Tasole (nous avons choisi)
- Taviche (nous avons confirmé)
- Tchilifi (chef; symbole de pouvoir du chef)
- Tekvich (confirmes d'abord)
- Telika (de kutelika signifiant mettre debout, lever, ériger, hisser)
- Telme, Telma (Leves-toi)
- Telmanu/Telmane (Levons-nous, Levez-vous)
- Tchelika / Tshiélikk (vérité, sincère)
- Tchemouna (prends conscience; ouvre les yeux)
- Tchifani /Tchifany/Tchifanie (éternel)
- Tchimina (s'exclamer)
- Tchilima (clair de lune)
- Tchissesse (lueur, aurore ou lumière divine)
- Tchivili (langue pure)
- Tekvich (acceptes d'abord)
- Tiemone/Tiemona (Eveillé(e))
- Tumsi (futur chef)
- Um'Wali/Umwaly/Umwalie (le second)
- U'Neni (personne notable, de haut rang) *
- Unsika (le calme, la paix)
- Untatou (le troisième)
- Unteta (l'aîné)
- Untchi ku sombouka (obstacle)
- U' Vandji (personne ayant un génie créatif)
- Vangsi (bâtisseur)
- Fukansi / Fuksi (Protecteur, gardien du pays)
- Vanmoul (apporter de la chance; apporteur de chance)
- Vaneliane (Donner(Offrir) de l'espoir)
- Vitchana (confirmons)
- Vitchanou (confirmez)
- Vitika (acceptes)
- Wanief/Waniève (tu t'es embelli-e)
- Wamivek (Il/Elle est à moi, m'appartient)
- Wisliane
- Wol' (or)
- Wol'si (pays riche en or)
- Woyilote (celui ou celle dont j'ai rêvé)
- Wusemu (celui qui est béni)
- Wu Sing / U Sing (il avait accepté, ku sing = accepter, approuver, synonyme de de ku tchukuna, ku vitik)
- Yamone (j'ai vu)
- Yatonde (je dis merci)
- Yaviche (je confirme)
- Yavite (j'ai fait escale ou j'ai fait un tour éclair)
- Yelike (essaies)
- Yisliane / Yisneliane / Yisnaliane (Venir avec de l'espoir)
- Yivan/Yivane/Yivanne (j'avais donné, j'avais offert)
- Yoyikane (mon souhait).

## Noms d'origine européenne
En côtoyant ou encore en travaillant comme employés de maison auprès des représentants de l'administration coloniale, des patronymes ont été intégrés dans la terminologie vili. On trouve par exemple:
- Demauzer (homme fort, du nom du fusil de marque allemande Mauser)
- Dete (Bernadette)
- Fayette (de l'arabe et du portugais "alfaiate" tailleur, couturier). Le vrai nom de l'artiste franco-congolais Abd al Malik est Régis Fayette-Mikano[7].
- Kuizinielo (cuisinier)
- Lafadère (de lavadeur, ancien mot signifiant blanchisseur ancêtre du pressing[8]-)
- Linguissi (traducteur)
- Lubetina (Albertine)
- Mak Yanzi (Michel-Ange
- Magnifinelo (sculpteur sur ivoire)
- Sulveyi (surveillant)
- Bayonne (administrateur colonial originaire de la ville de Bayonne ayant comme cuisinier Mavoungou à qui il disait, je t'emmenerai à Bayonne)
- Mayordome (Majordome)
- Portella (de la fonction d'un chef de convoi à la tête de plusieurs porteurs).